# David Collins (Ruderer)
David Collins (* 12. Oktober 1969 in Thousand Oaks) ist ein ehemaliger Leichtgewichts-Ruderer aus den Vereinigten Staaten. Er gewann in Atlanta 1996 eine olympische Bronzemedaille und siegte bei den Panamerikanischen Spielen 1995.

## Karriere
Der 1,83 m große David Collins gewann bei den Weltmeisterschaften 1991 in Wien die Bronzemedaille im Leichtgewichts-Achter. Im Jahr darauf belegte der Leichtgewichts-Achter aus den Vereinigten Staaten den siebten Platz bei den Weltmeisterschaften 1992. Bei den Weltmeisterschaften 1994 belegte Collins mit dem Leichtgewichts-Vierer ohne Steuermann den achten Platz, 1995 in Tampere erreichte die Crew den siebten Platz. Bei den Panamerikanischen Spielen 1995 in Mar del Plata erhielt Collins die Goldmedaille mit dem Leichtgewichts-Achter.
Bei der olympischen Premiere des Leichtgewichts-Ruderns 1996 in Atlanta trat der amerikanische Leichtgewichts-Vierer ohne Steuermann mit Marc Schneider, Jeffrey Pfaendtner, David Collins und William Carlucci an. Im zweiten Vorlauf siegten die Kanadier vor dem US-Boot, das sich dann mit einem Sieg im Hoffnungslauf für das Halbfinale qualifizierte. Im ersten Halbfinale gewannen die Dänen, im zweiten Vorlauf siegte der Vierer aus den Vereinigten Staaten vor den Kanadiern. Im Finale siegten die Dänen mit einer halben Sekunde Vorsprung vor den Kanadiern, zwei Sekunden hinter den Kanadiern erkämpfte die US-Crew die Bronzemedaille.
Collins war am College der Rutgers University und machte seinen Master-Abschluss an der Old Dominion University. Er wurde Mathematiklehrer und trainierte nebenher Ruderer an der High School und am College.